# Vittorio De Sica
Pour les articles homonymes, voir De Sica.
Vittorio De Sica [vitˈtɔːrjo de ˈsiːka] est un réalisateur, metteur en scène et acteur franco-italien, né le 7 juillet 1901 à Sora (Latium, Italie), et mort le 13 novembre 1974 à Neuilly-sur-Seine (France), figure majeure du néoréalisme et de la comédie à l'italienne.
Il est largement considéré comme l'un des cinéastes les plus influents de l'histoire du cinéma, remportant la Palme d'or du Festival de Cannes 1951 pour Miracle à Milan et l'Ours d'or de la Berlinale 1971 pour Le Jardin des Finzi-Contini. Quatre des films qu'il a réalisés ont été récompensés aux Oscars : Sciuscià et Le Voleur de bicyclette avec l'Oscar d'honneur, tandis que Hier, aujourd'hui et demain et Le Jardin des Finzi-Contini ont remporté l'Oscar du meilleur film en langue étrangère.
En tant qu'acteur, son interprétation la plus célèbre en France est sans doute celle du baron Donati dans Madame de… , face à Danielle Darrieux.

## Biographie

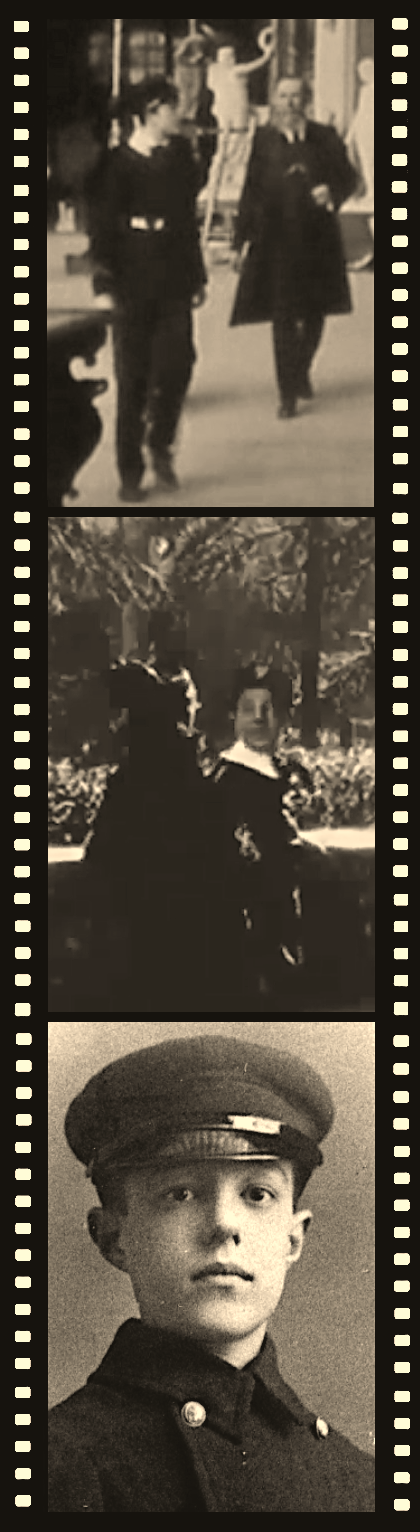
Vittorio De Sica, à l'âge de 16 ans, incarne le jeune Pierre Clémenceau dans le film muet L'Affaire Clémenceau (1917) adapté du roman éponyme d'Alexandre Dumas fils.

Vittorio Domenico Stanislao Gaetano Sorano De Sica, naît à Sora, dans la province de Terra di Lavoro (fusionnée en 1927 avec la province de Frosinone récemment constituée), via Cittadella dans le district du même nom, le 7 juillet 1901, fils d'Umberto De Sica, employé de la Banca d'Italia originaire de Giffoni Valle Piana (dans la province de Salerne), et de Teresa Manfredi, femme au foyer napolitaine. Dans l'église de San Giovanni Battista, en face de la maison de la famille Sorano, il est baptisé avec les prénoms de Vittorio, Domenico, Stanislao, Gaetano, Sorano,. Outre ses propres travaux, son père collabore assidûment — sous le pseudonyme de Caside — à un mensuel local, La voce del Liri, publié de 1909 à 1915. Vittorio entretient une relation très forte avec son père (il lui dédiera d'ailleurs son film Umberto D.). Comme le dit Vittorio, sa famille vivait dans une « pauvreté tragique et aristocratique ».
En 1914, il déménage avec sa famille à Naples, puis, après l'éclatement de la Première Guerre mondiale, à Florence ; plus tard, la famille déménage définitivement à Rome. À l'âge de 15 ans, il commence à jouer en tant qu'acteur amateur dans de petits spectacles organisés pour les soldats hospitalisés. Pendant ses études de comptabilité, grâce à l'intervention d'un ami de la famille, Edoardo Bencivenga (it), il obtient un petit rôle dans un film muet réalisé par Alfredo De Antoni (it) : L'Affaire Clémenceau (1917), d'après le roman éponyme d'Alexandre Dumas fils. Il s'agit cependant d'un épisode isolé, car tout au long des années 1920, le jeune De Sica se consacre exclusivement au théâtre.

### Comédien et metteur en scène au théâtre
Après avoir obtenu son diplôme de comptable, De Sica fait ses débuts au théâtre en 1923, en jouant un générique dans Sogno d'Amore d'Aleksander Kosorotov avec la compagnie dramatique de Tatiana Pavlova (it), élève de Constantin Stanislavski, avec laquelle il reste deux ans, effectuant également des tournées en Amérique du Sud. Au printemps 1925, il est second acteur brillant dans la troupe d'Italia Almirante Manzini, célèbre diva du cinéma muet. En 1927, il est le deuxième jeune acteur de la troupe de Luigi Almirante, Sergio Tofano et Giuditta Rissone. Il fait ses débuts en tant qu'« amoroso » dans Gli occhi azzurri dell'imperatore de Ferenc Molnár.
En 1929, la troupe est dissoute. De Sica, qui est sentimentalement attaché à Giuditta Rissone, rejoint avec elle la troupe Artisti associati, fondée la même année par Guido Salvini. De Sica y rencontre Umberto Melnati, un acteur livournais avec lequel il forme un couple à succès. Melnati est un « acteur brillant », tandis que De Sica est un « acteur débutant ». Il débute dans ce rôle dans L'isola meravigliosa, nouvelle pièce d'Ugo Betti, jouée le 3 octobre 1930 au vieux Teatro Manzoni de Milan, temple de l'art dramatique, puis dans L'amore fare questo e altro, d'Achille Campanile (la première représentation a eu lieu le 17 octobre 1930 au Teatro Manzoni). Les comédies ne rencontrent pas l'approbation du public milanais. Mais un soir, Mario Mattoli, pas encore metteur en scène mais impresario de la compagnia Za-Bum, remarque la grande qualité du jeu des acteurs et les engage en bloc pour sa nouvelle production Za-Bum n. 8. Le spectacle mêle le comique des acteurs de variétés et le dramatique des acteurs de prose. Le succès est immédiat. Dans les revues produites par Mattoli et Luciano Ramo, comme Lucciole della città (Falconi et Biancoli, 18 avril 1931), naissent les répliques et les gags qui rendent Melnati et De Sica célèbres dans tout le pays, en particulier la chanson Lodovico sei dolce come un fico (litt. « Lodovico tu es doux comme une figue ») et de nombreux sketches radiophoniques, comme Düra minga, dura no. Le duo comique De Sica-Melnati travaille pour des disques et des émissions radiophoniques. Avec sa première paye, De Sica s'achète une Fiat 525.

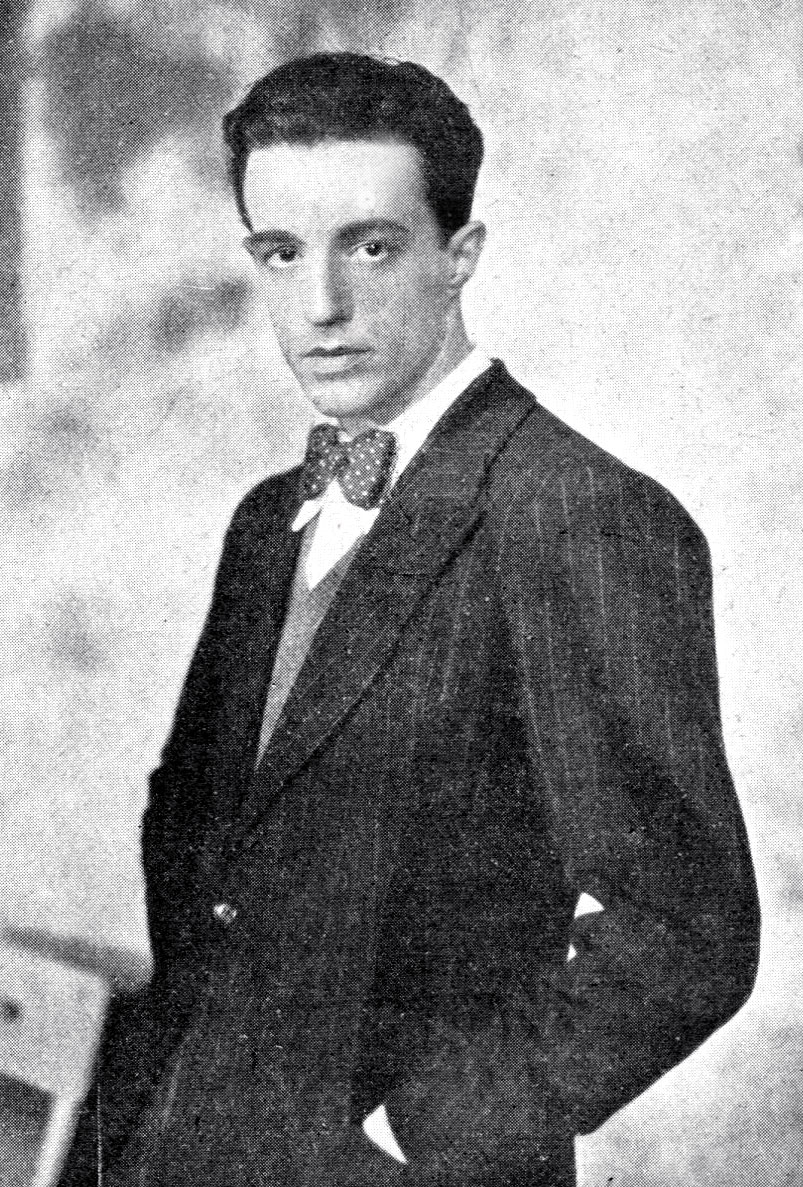
Vittorio De Sica (fin des années 1920).

Bien qu'il se soit imposé comme un acteur célèbre au début des années 1930, De Sica a continué à monter sur les planches avec la même passion, profitant même de la notoriété acquise au cinéma pour s'engager dans d'autres productions théâtrales après la fin de Za-Bum. L'hiver, il joue au théâtre, tandis que l'été, il se consacre au cinéma. Son activité théâtrale se poursuit avec la troupe Tofano-Rissone-De Sica, de 1933 à 1935, et avec Rissone-De Sica-Melnati jusqu'en 1939. Avec Giuditta Rissone et Sergio Tofano, De Sica monte principalement des pièces comiques. La période Tofano-Rissone-De Sica marque également le début d'une longue association avec deux auteurs italiens, qui écrivent certains des textes les plus connus de De Sica et font partie des scénaristes des films dans lesquels il joue : Aldo De Benedetti et Gherardo Gherardi. On se souvient pour le premier de Lohengrin (première représentation au Teatro Argentina de Rome le 28 décembre 1933), pour le second de Questi ragazzi! (première représentation au Teatro Quirino le 28 mai 1934).
Au cours des trois années 1936-1939, c'est au tour de la troupe De Sica-Rissone-Melnati, dirigée par De Sica lui-même, de se faire connaître sur les planches : le répertoire est toujours consacré au divertissement. Aldo De Benedetti écrit Due dozzine di rose scarlatte (litt. « Deux douzaines de roses écarlates ») spécialement pour les trois acteurs. Sa première représentation a lieu au Teatro Argentina le 11 mars 1936. Elle est considérée comme la comédie la plus célèbre des années 1930, appréciée tant en Italie qu'à l'étranger. Après avoir rompu l'heureuse association avec Umberto Melnati, De Sica et Giuditta Rissone, mari et femme depuis le 7 juillet 1937, s'associent en 1940 à Sergio Tofano pour former une nouvelle troupe. De Sica est le troisième nom de la société et il laisse la responsabilité de la gestion à Tofano. Jusqu'en 1942, la troupe met en scène plusieurs drames importants : L'École de la médisance, pièce de 1777 de l'Irlandais Richard Brinsley Sheridan (Teatro Nuovo (it) de Milan, 11 février 1941) ; Ma non è una cosa seria de Pirandello (mars 1941) ; Il paese delle vacanze d'Ugo Betti (20 février 1942) ; Liolà (Teatro Nuovo, 8 juin 1942).
Si Vittorio De Sica s'est surtout fait connaître en tant que réalisateur de cinéma, il est également, avec Paolo Stoppa et Vivi Gioi, metteur en scène de tragédies remarquables à partir de 1944, à l'instar de Catene de Langdon Martin. Au cours de la saison 1945-1946, il participe à deux pièces mises en scène par Alessandro Blasetti : Time and the Conways, de John Boynton Priestley, et Ma non è una cosa seria, de Luigi Pirandello. Au cours de la saison 1946-1947, il travaille avec Luchino Visconti, aux côtés de Vivi Gioi et de Nino Besozzi, dans la pièce Le Mariage de Figaro de Beaumarchais et dans la revue Ah... ci risiamo! écrite par Oreste Biancoli. Au cours de la saison 1948-1949, il participe à deux nouvelles pièces mises en scène par Mario Chiari : Le Bar aux illusions, de William Saroyan, et Le Cocu magnifique, de Fernand Crommelynck. Ce fut sa dernière apparition sur scène : par la suite, de plus en plus absorbé par des engagements au cinéma et à la télévision, il ne revint jamais. On estime que De Sica, entre 1923 et 1949, a participé à plus de 120 représentations entre comédies, revues et tragédies en prose.

### Acteur au cinéma

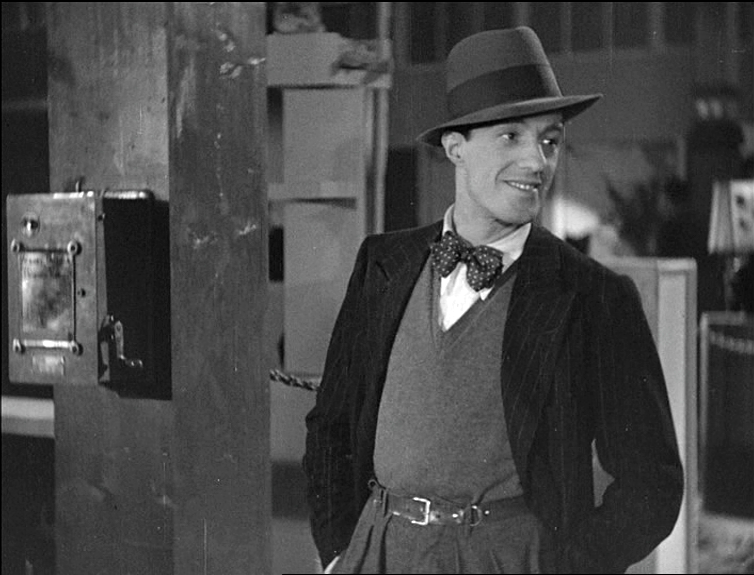
Vittorio De Sica dans Les Hommes, quels mufles ! (1932).

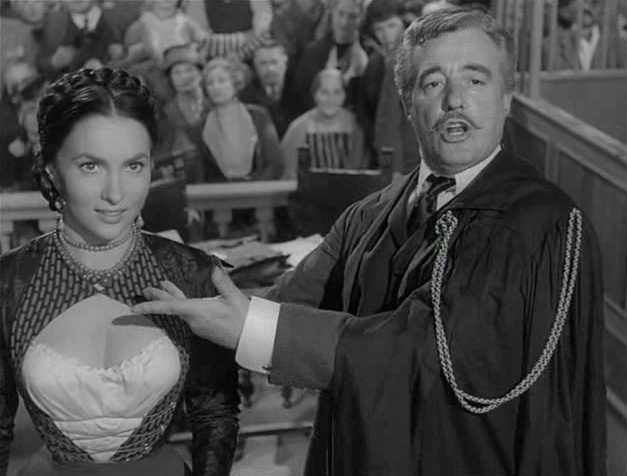
Avec Gina Lollobrigida dans Heureuse Époque (1952).

Au cinéma, après deux apparitions dans des films muets réalisés par Mario Almirante en 1927-1928, Vittorio De Sica devient à partir de 1932 l'une des vedettes les plus recherchées (au même titre qu'Amedeo Nazzari, Gino Cervi ou Fosco Giachetti), avec à son actif de nombreuses comédies conventionnelles et sentimentales de téléphones blancs signées Mario Camerini, avec Lya Franca et Assia Noris. L'une de plus connues de ces comédies est Les Hommes, quels mufles ! (1932), dans laquelle De Sica interprète la chanson Parlami d'amore Mariù d'Ennio Neri et Cesare Bixio (1898-1978) qui lui collera à la peau pour le reste de sa carrière. Cette chanson deviendra plus tard, sous la plume d'André de Badet, Le Chaland qui passe, énorme succès français de la chanteuse Lys Gauty. La version originale en italien sera reprise en 1934 par Tino Rossi. D'autres de ces téléphones blancs incluent Je donnerai un million (1935), où il rencontre Cesare Zavattini ; Monsieur Max (1937) ; Les Grands Magasins (1939) ou Manon Lescaut (1940).
Même après avoir entamé sa prestigieuse activité de réalisateur, il continue à jouer : il apparaît dans une centaine de films, parfois dans de brefs seconds rôles, remportant un Ruban d'argent en 1948 et obtenant de nombreuses récompenses dans les années suivantes dans divers festivals. Au début des années 1950, il obtient un succès public considérable en tant qu'interprète dans deux films réalisés par Alessandro Blasetti et Luigi Comencini, dans lesquels il joue aux côtés de Gina Lollobrigida : Heureuse Époque (1952), dans le sketch Il processo di Frine ; Pain, Amour et Fantaisie (1953), dans lequel il interprète l'exubérant maréchal Carotenuto, un film qui connaît un énorme succès, ainsi que les trois suites Pain, Amour et Jalousie (1954), toujours aux côtés de Gina Lollobrigida, Pain, amour, ainsi soit-il en 1955, cette fois avec Sophia Loren, et Pain, Amour et Andalousie en 1958 avec Carmen Sevilla. Toujours en 1958, il est à nouveau aux côtés de Lollobrigida dans Anna de Brooklyn. Sa prestation aux côtés de Totò dans Les Deux Brigadiers (1961) est remarquée pour sa drôlerie,. En France, il participe au film Madame de... (1953) de Max Ophüls, dans le rôle du baron Fabrizio Donati, aux côtés de Danielle Darrieux et de Charles Boyer.

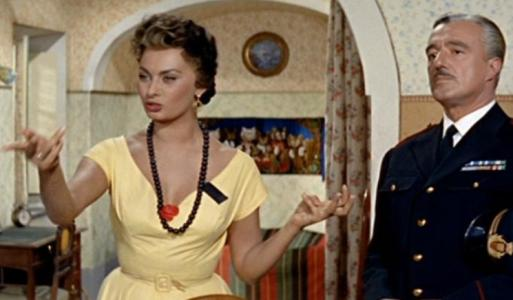
Avec Sophia Loren dans Pain, amour, ainsi soit-il (1955).

Il a entretenu une relation fructueuse avec Alberto Sordi, qu'il a tenté de lancer en 1951 en produisant et en réalisant anonymement Mamma mia che impressione! et avec lequel il a joué dans plusieurs films, dont Madame, le Comte, la Bonne et moi (1957), Le Moraliste (1959) et L'Agent (1960). L'apogée de cette association se trouve probablement dans un film réalisé par Sordi lui-même : Un Italien en Amérique (1967), où il joue le rôle incisif et mélancolique d'un bon à rien désargenté émigré aux États-Unis d'Amérique, qui profite de sa participation à une émission de télévision pour rencontrer son fils qu'il n'a pas vu depuis longtemps et à qui il fait croire qu'il est riche.
Ses interprétations dramatiques sont également très intenses : celle de L'Adieu aux armes de Charles Vidor (1957) d'après le roman éponyme d'Ernest Hemingway (le film a été sévèrement critiqué et s'est avéré un échec au box-office mais le jeu d'acteur de De Sica est considéré comme le point culminant du film.) et, surtout, celle du Général Della Rovere de Roberto Rossellini (1959). Au cours de sa carrière artistique, il se retrouve à jouer des seconds rôles dans des films également très éloignés de son image, comme dans le cas de Du sang pour Dracula de Paul Morrissey (1974).

### Réalisateur au cinéma

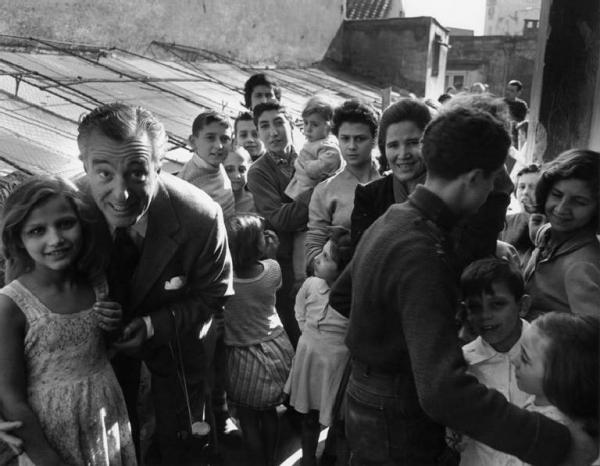
En plein tournage de L'Or de Naples (1954).

Vittorio De Sica fait ses débuts derrière la caméra en 1939 sous l'égide d'un puissant producteur de l'époque, Giuseppe Amato, qui le fait débuter dans la comédie Roses écarlates. Jusqu'en 1942, sa production en tant que réalisateur ne s'éloigne guère des téléphones blancs de Mario Camerini : Madeleine, zéro de conduite, avec Carla Del Poggio et Irasema Dilián (1940) ; Mademoiselle Vendredi, avec Adriana Benetti et Anna Magnani (1941). À partir de 1943, avec Les enfants nous regardent (d'après le roman Pricò de Giulio Cesare Viola), Zavattini et lui commencent à explorer des thèmes néoréalistes.
Après un film à caractère religieux réalisé au Vatican pendant l'occupation de la capitale, La Porte du ciel (1944), le réalisateur signe, l'un après l'autre, quatre grands chefs-d'œuvre du cinéma mondial, qui sont des jalons du néoréalisme cinématographique italien : Sciuscià (1946) ; Le Voleur de bicyclette (1948), d'après le roman de Luigi Bartolini ; Miracle à Milan (1951), d'après le roman Totò il buono de son ami Zavattini et Umberto D. (1952) mettant en scène un modeste fonctionnaire à la retraite. Les deux premiers remportent le Ruban d'argent de la meilleure réalisation et l'Oscar du meilleur film en langue étrangère et contribuent à la création du prix permanent de l'Oscar du meilleur film étranger (Sciuscià est ainsi le premier film étranger à être ainsi reconnu par l'académie de Oscars). Le Voleur de bicyclette est considéré comme le plus grand film de tous les temps d'après un sondage auprès de cinéastes et de critiques en 1958 du magazine de la revue Sight and Sound, et est cité par la chaîne Turner Classic Movies comme l'un des 15 films les plus influents de l'histoire du cinéma. Malgré cela, lors de la présentation de Sciuscià dans un cinéma milanais, le réalisateur est accusé par un spectateur présent dans la salle de donner une mauvaise image de l'Italie.
À l'instar d'autres réalisateurs, il refuse net la proposition de réaliser Le Petit Monde de don Camillo (1952) car l'inventeur du personnage, Giovannino Guareschi, avait la réputation (depuis contestée) d'avoir apporté son soutien aux lois raciales fascistes avant d'être déporté en Allemagne. De Sica va même jusqu'à faire une tribune dans le quotidien communiste l'Unità pour bien signifier qu'il refuse dédaigneusement l'offre. Le projet sera finalement confié au Français Julien Duvivier, plus éloigné des polémiques politiques italiennes, et le film sera un grand succès populaire.

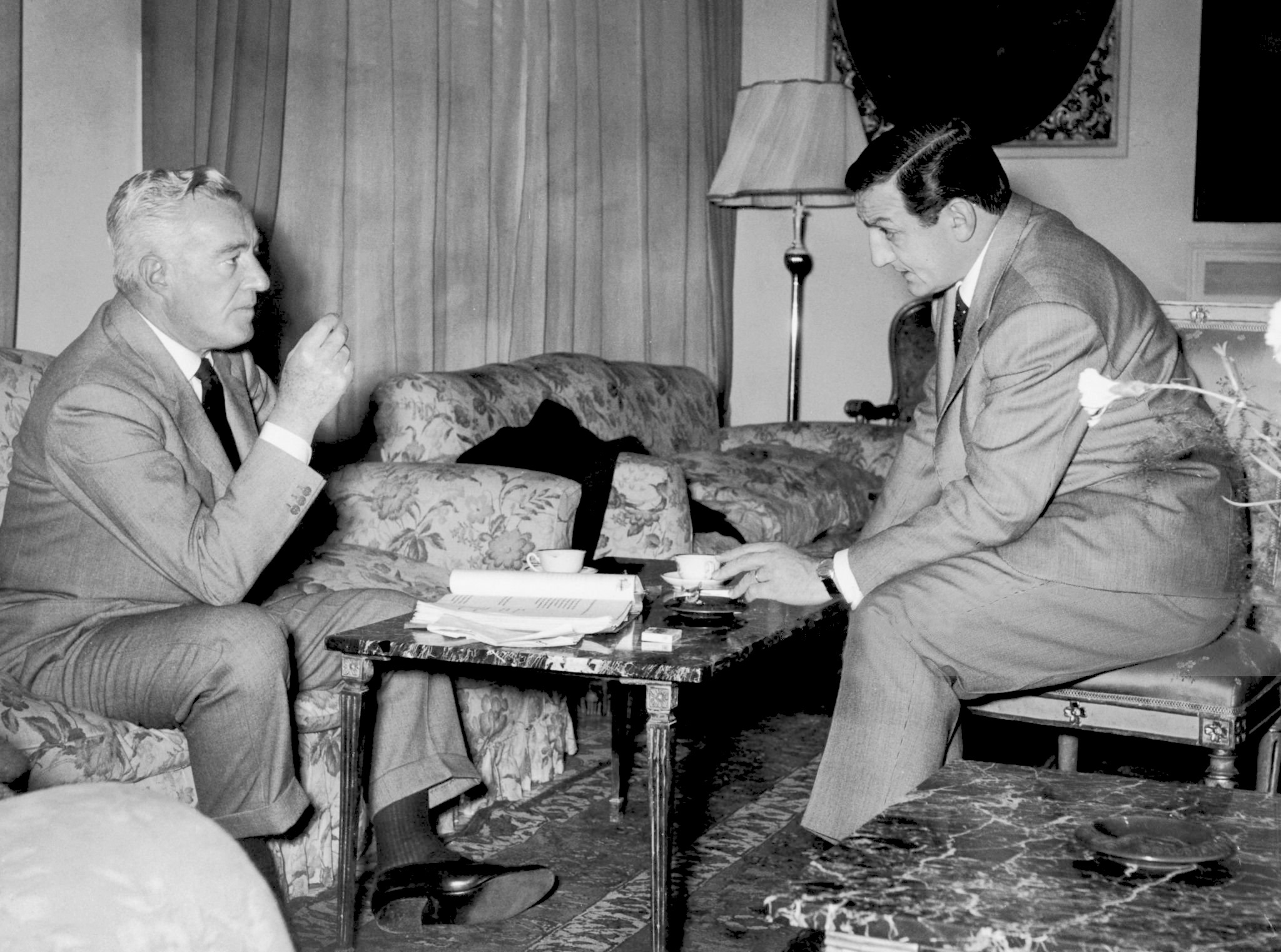
De Sica et Lino Ventura en 1961, pour le tournage du Jugement dernier.

Après cette quadrilogie, De Sica signe d'autres œuvres importantes : L'Or de Naples (1954), adapté d'un recueil de nouvelles de Giuseppe Marotta (it) ; Le Toit (1956), qui est considéré comme son message d'adieu au néoréalisme ; La ciociara (1960), adapté du roman du même nom d'Alberto Moravia, un film qui bénéficie d'une interprétation vibrante de Sophia Loren et de Jean-Paul Belmondo et qui a remporté de nombreuses récompenses : Ruban d'argent, David di Donatello, Prix d'interprétation féminine du Festival de Cannes et Oscar de la meilleure actrice pour Loren. Il travaille de nouveau avec Loren par la suite : dans le sketch La riffa du film Boccace 70 (1962) ; avec Marcello Mastroianni dans Hier, aujourd'hui et demain (1963), avec trois portraits de femmes (la roturière, la snob et la mondaine), Mariage à l'italienne (1964), une transposition de Filumena Marturano d'Eduardo De Filippo, et Les Fleurs du soleil (1970), l'une des premières grandes coproductions soviéto-italiennes tournée en URSS.
En 1972, il remporte un quatrième Oscar avec l'adaptation cinématographique du roman de Giorgio Bassani Le Jardin des Finzi-Contini, l'histoire tragique de la persécution d'une famille juive à Ferrare pendant la période fasciste ; cette œuvre a également remporté l'Ours d'or à la Berlinale 1971. Le dernier film qu'il a réalisé est une adaptation d'une nouvelle de Luigi Pirandello : Le Voyage (1974).

### Les chansons napolitaines

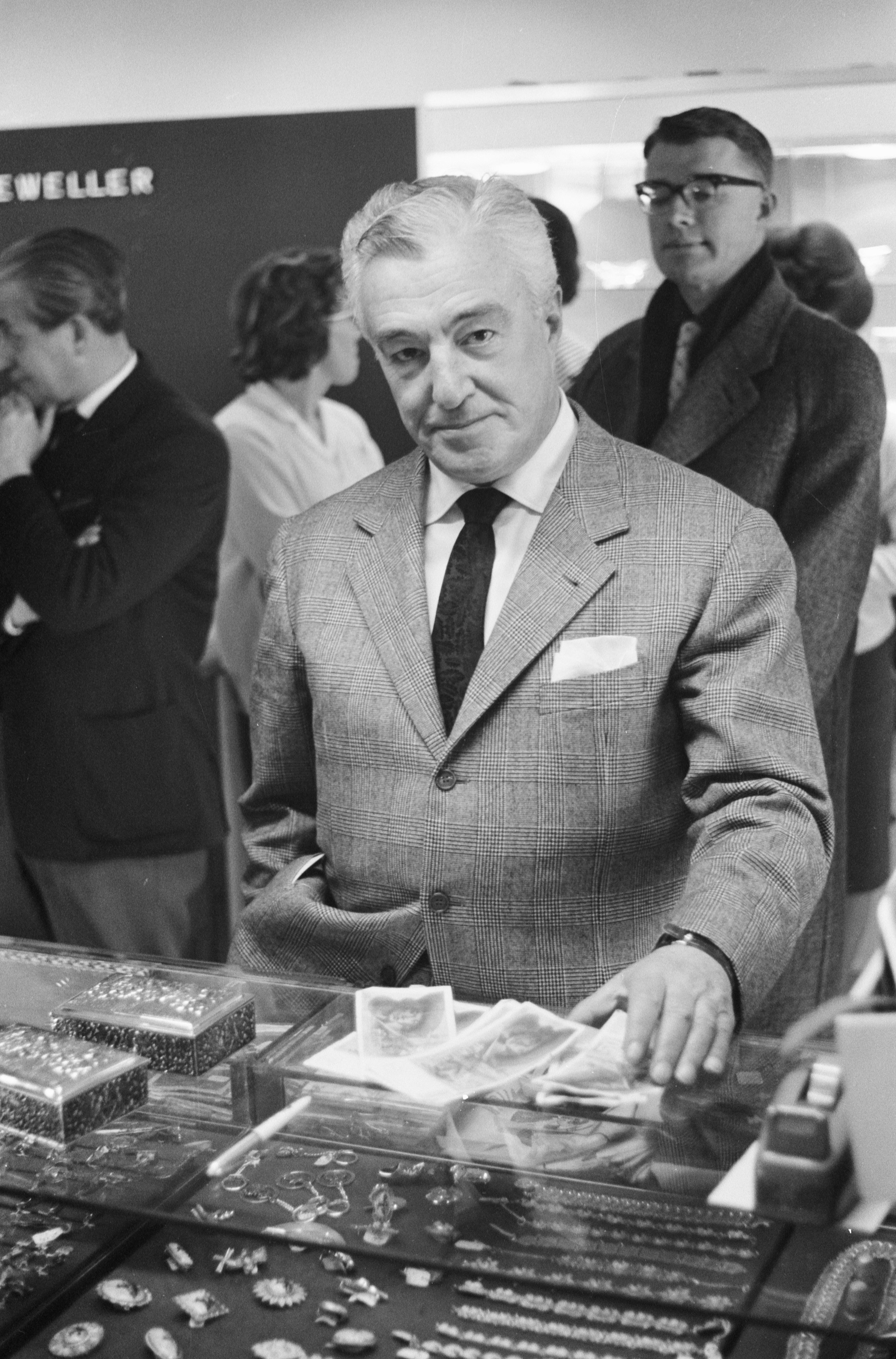
Vittorio De Sica en 1962.

En 1911, en raison d'une épidémie de choléra, les autorités interdisent la consommation de figues : pour s'en procurer, et aussi parce qu'elles sont bon marché, la mère de Vittorio De Sica demande régulièrement à son fils d'une dizaine d'années de l'aider à faire ses achats auprès de marchands ambulants. De Sica fait alors office de guetteur en vue de donner l'alerte lorsque la police arrive. Un jour, alors que deux carabiniers s'approchent, le jeune Vittorio se met à chanter Torna a Surriento. Les soldats aiment sa prestation improvisée et lui demandent de continuer ; De Sica se retrouve ainsi à devoir interpréter tout le répertoire napolitain qu'il connaît. Dans les années qui suivent, devenu acteur, il enregistre de nombreuses versions de classiques napolitains.
Ernesto Murolo le vilipende en s'exclamant lors d'une de ses représentations « Tene sulo nu filo 'e voce » (litt. « Il a un tout petit filet de voix »). En outre, faisant allusion à sa maigreur, il ajouta : « Pare nu miezo tisico » (litt. « Il tient à peine debout »). En revanche, Enzo Lucio Murolo, l'inventeur de la sceneggiata, l'appréciait[pas clair]. L'auteur de revues théâtrales Dino Falconi (it) a déclaré à son sujet : « Personne mieux que moi ne peut vous assurer que Vittorio De Sica a chanté comme seul un Napolitain peut le faire ». Devenu adulte, il enregistre Signorinella de Bovio. Il a fait un duo avec Mina dans Amarsi quando piove à la télévision au Studio Uno. Pour la collection Recital, il consacre des albums à Salvatore Di Giacomo, Ernesto Murolo et Michele Galdieri (it), dans lesquels il chante des chansons et récite des poèmes.
En 1968, il participe en tant qu'auteur au festival de Naples. Son Dimme che tuorne a mme!, mis en musique par son fils Manuel, au festival de Naples de 1968, est interprété par Nunzio Gallo et Luciano Tomei (it), mais n'entre pas en finale. À plusieurs reprises, il envisagea d'acquérir une maison dans le quartier napolitain de Pausilippe : De Sica affirmait que personne ne peut aimer Naples plus qu'un Napolitain. Il enregistre son dernier album en 1971 : De Sica anni Trenta, réalisé avec des arrangements de son fils Manuel. Son interprétation la plus connue reste cependant celle de Munasterio 'e santa Chiara.

### À la télévision
Également très actif sur le petit écran, bien qu'il ne l'aime pas beaucoup, Vittorio De Sica a participé à plusieurs émissions de divertissement telles que Il Musichiere (1960), Studio Uno (1965), Colonna Sonora (1966), Sabato Sera avec Corrado (1967), Delia Scala Story (1968), Stasera Gina Lollobrigida (1969), Canzonissima avec Corrado et Raffaella Carrà (1970-71), puis en 1972/1973 avec Pippo Baudo et Loretta Goggi, et Adesso musica (1972), ainsi que dans le rôle du juge appelé à juger la marionnette Pinocchio dans le téléfilm Les Aventures de Pinocchio de Luigi Comencini (1972). En 1971, il réalise deux documentaires et de nombreuses personnalités du monde de la cultture lui consacrent plusieurs documentaires honorifiques.

### Vie privée

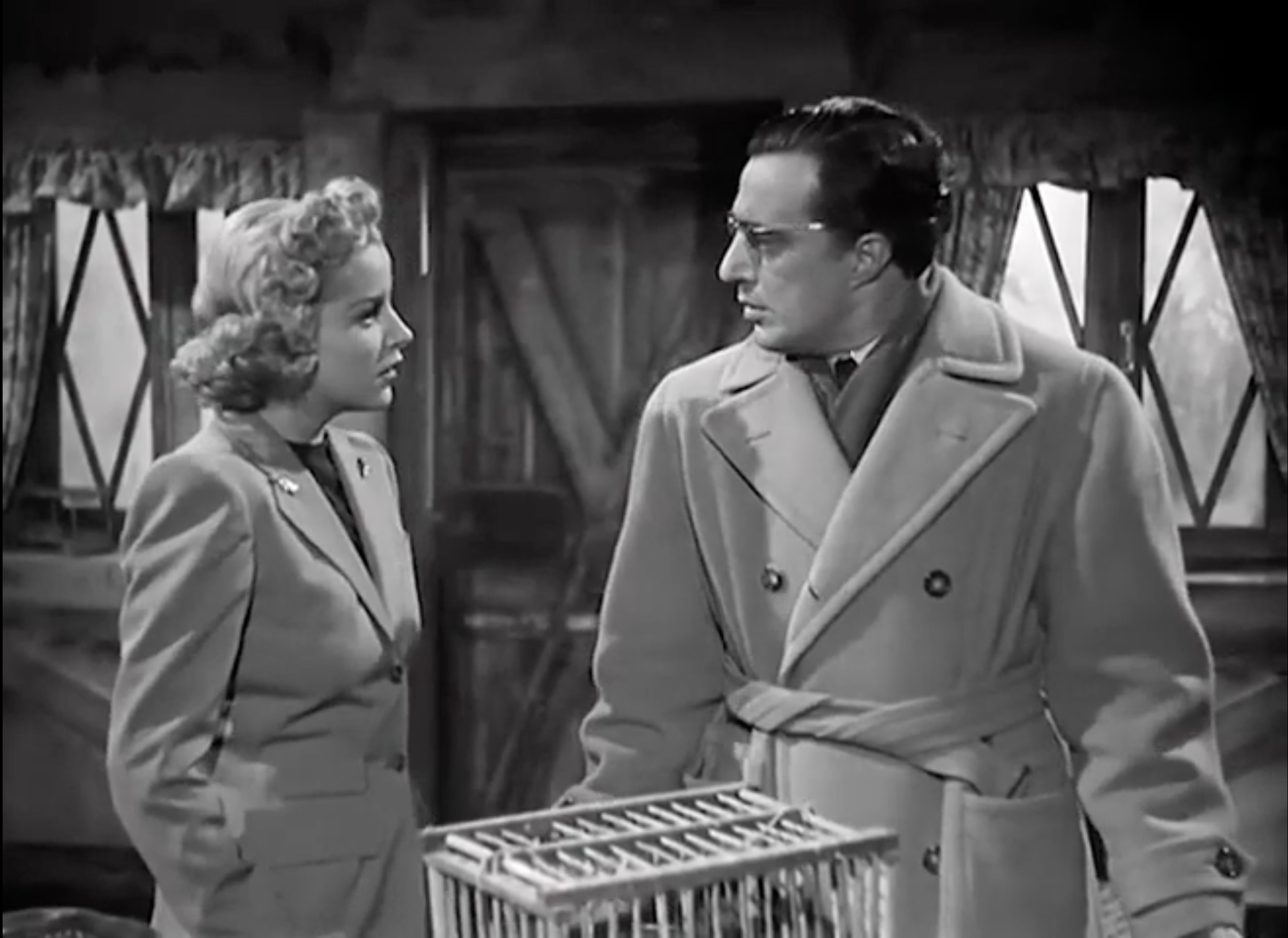
De Sica et sa future seconde épouse, Maria Mercader, interprètes du film ' (1942).

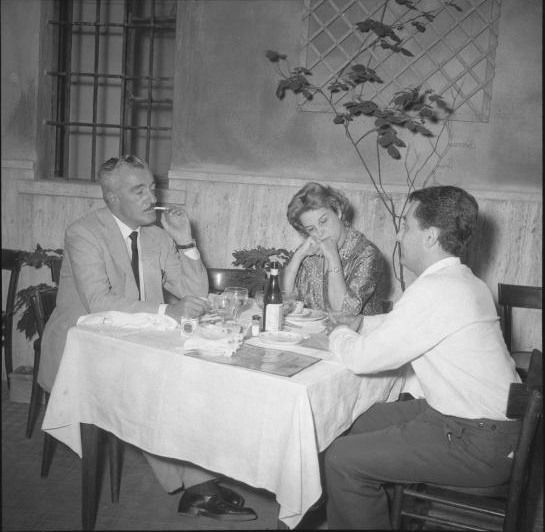
Vittorio De Sica et sa compagne Maria Mercader, dans un restaurant de Mantoue en 1958, l'année précédant leur mariage au Mexique. Le troisième convive est le journaliste Luciano Spagna du journal local.

Vittorio De Sica est connu pour sa grande passion du jeu, qui lui fait perdre parfois des sommes considérables et qui explique probablement sa participation à certains films qui ne sont pas à sa hauteur ; dans l'immédiat après-guerre, il est un habitué de la roulette du Casino municipal du château de Rivoli ; sa passion du jeu est une passion qu'il n'a jamais cachée et dont il s'est même inspiré, avec une dose d'autodérision, pour plusieurs personnages de ses films, comme dans Madame, le Comte, la Bonne et moi, Un Italien en Amérique et L'Or de Naples.
Le 10 avril 1937, dans l'église de Borgo San Pietro (it) à Asti, De Sica épouse l'actrice turinoise Giuditta Rissone, rencontrée dix ans plus tôt, avec laquelle il a une fille Emilia, dite Emi (1938-2021). En 1942, sur le tournage du film Un garibaldien au couvent, il rencontre l'actrice espagnole Maria Mercader, originaire de Catalogne, avec laquelle il formera plus tard un couple. Après son divorce d'avec Giuditta Rissone, obtenu au Mexique en 1954, il épouse Maria Mercader en 1959, également au Mexique ; sa nouvelle épouse était la demi-sœur de Ramón Mercader, agent du NKVD, qui fut l'assassin de Léon Trotski. Cependant, en Italie, l'union est jugée « nulle et non avenue » car elle n'est pas reconnue par la loi italienne ; De Sica obtient donc la nationalité française en 1968 et se marie civilement avec l'actrice catalane à Paris. Avec elle, il a eu deux fils : Manuel (1949-2014), musicien, et Christian (né en 1951), qui a suivi les traces de son père en tant qu'acteur et réalisateur. Deux de ses petits-fils sont également réalisateurs : Andrea (né en 1981), fils de Manuel, et Brando (it) (né en 1983), fils de Christian.

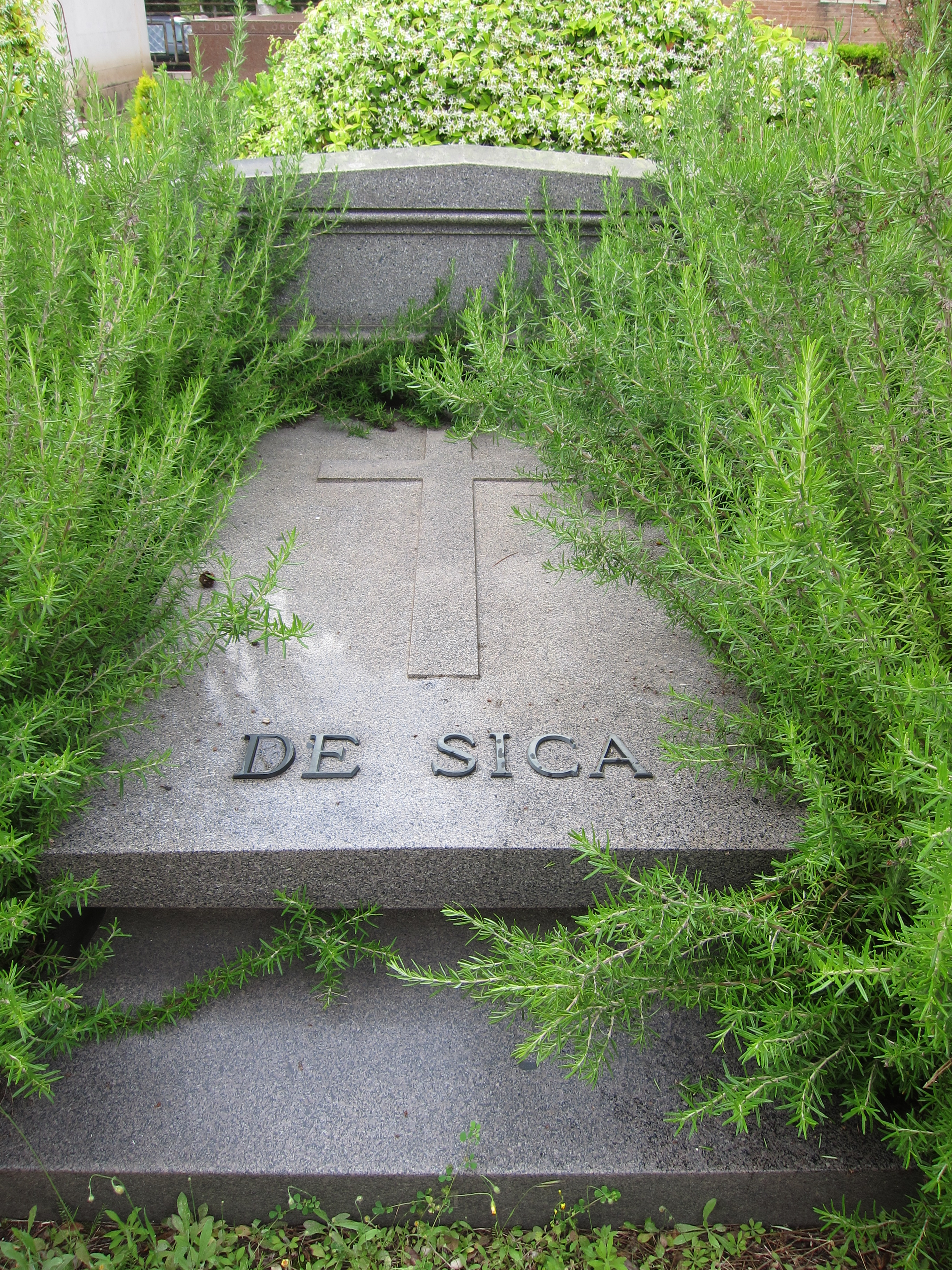
La tombe de Vittorio De Sica au cimetière de Verano.

Bien que divorcé, Vittorio De Sica ne voulait pas renoncer à sa première famille. Il a donc entamé une sorte de double ménage, avec double déjeuner les jours de fête et les conflits qui en découlent : on raconte que la veille de Noël et du Nouvel An, il avançait l'horloge de deux heures dans la maison de Maria Mercader, afin de pouvoir successivement trinquer à minuit avec les deux familles. La première épouse accepta de maintenir une sorte de mariage apparent, afin de ne pas priver sa fille d'une figure paternelle. Ces aspects de sa vie ont en partie inspiré le film Beaucoup trop pour un seul homme, réalisé par Pietro Germi en 1967 avec Ugo Tognazzi.
De Sica adorait la ville de Naples ainsi que l'île d'Ischia, à proximité, et ne manquait jamais une occasion d'y passer ses vacances ; en fait, il affirmait que la seule raison pour laquelle il ne s'était pas installé à demeure dans l'île était qu'on n'y trouvait pas de casino.
De Sica était un supporter passionné du SSC Napoli et un admirateur personnel du footballeur Giuseppe Meazza.

### Mort
Vittorio De Sica meurt le 13 novembre 1974 à l'âge de 73 ans, à la suite d'une intervention chirurgicale pour soigner une tumeur au poumon, à la clinique Hartmann de Neuilly-sur-Seine, dans la proche banlieue parisienne ; la même année, Ettore Scola lui dédie son chef-d'œuvre Nous nous sommes tant aimés. Les funérailles sont célébrées trois jours plus tard dans la basilique Saint-Laurent-hors-les-Murs à Rome ; il repose au cimetière de Verano à Rome. Comme l'a rappelé son fils Christian lors d'une interview à l'émission Le invasioni barbariche, Vittorio De Sica était communiste et ce fait, combiné aux affaires matrimoniales mentionnées ci-dessus, a contribué à ce que ses funérailles gardent une certaine sobriété,. Trente-cinq ans plus tard, Annarosa Morri et Mario Canale lui ont consacré le documentaire Vittorio D., présenté à la Mostra de Venise 2009 et diffusé par la suite sur LA7.

## Postérité et hommages
Des prix Vittorio De Sica sont attribués annuellement à l'occasion des Rencontres internationales du cinéma (Incontri Internazionali del Cinema) sous les auspices du Ministère des spectacles de la région de Campanie (Ministero dello Spettacolo e della Regione Campania).
Dans le film Tout peut arriver de Philippe Labro en 1969, Fabrice Luchini fait une référence à Vittorio de Sica, homme réputé pour sa grande élégance, en déclarant cirer le dessous de ses mocassins « comme Vittorio de Sica ». De même, dans le film American Splendor (2003), De Sica est cité comme référence par le personnage de Harvey Pekar.
À Naples, une rue du quartier Stella, derrière la place Cavour, lui a été dédiée.

## Émissions de télévision
- 1958 : Meet De Sica di Charles De Reisner, pour la télévision américaine
- 1959 : The Four Just Men, série d'émissions télévisées britanniques
- 1961 : Vittorio De Sica racconta... di Fernanda Turvani, série de 22 fables racontées par lui

## Prose radiophonique de l'EIAR
- Lumie di Sicilia, comédie de Luigi Pirandello, mise en scène par Aldo Silvani, diffusée le 6 juin 1938

## Prose radiophonique de laRai
- Favola di Natale, comédie en trois actes d'Ugo Betti, avec Vittorio De Sica, Rina Morelli, Carlo Romano, mise en scène d'Anton Giulio Majano, diffusée le 19 janvier 1948[36].

## Publication
- Ma chère Emi, il est cinq heures du matin. Lettres de tournage, trad. de Delphine Gachet, Paris, Éditions Robert Laffont, 2015, 336 p.  (ISBN 978-2-221-15743-5)

## Distinctions
- 1946 : Oscar du meilleur film étranger pour Sciuscià
- 1946 : Ruban d'argent de la meilleure réalisation pour Sciuscià
- 1948 : Ruban d'argent du meilleur acteur principal pour Les Belles Années (Cuore)
- 1949 : Oscar du meilleur film étranger pour Le Voleur de bicyclette (Ladri di biciclette)
- 1949 : Rubans d'argent :
  - de la meilleure réalisation pour Le Voleur de bicyclette (Ladri di biciclette)
  - du meilleur scénario (partagé avec son équipe) pour Le Voleur de bicyclette (Ladri di biciclette)
- 1949 : NBR Award du meilleur réalisateur pour Le Voleur de bicyclette (Ladri di biciclette)
- 1949 : prix spécial du jury au Festival international du film de Locarno pour Le Voleur de bicyclette (Ladri di biciclette)
- 1951 : Grand prix au Festival de Cannes pour Miracle à Milan (Miracolo a Milano)
- 1951 : Bodil du meilleur film européen pour Le Voleur de bicyclette (Ladri di biciclette)
- 1951 : Kinema Junpo Award (prix annuel des medias japonais) du meilleur film de langue étrangère pour Le Voleur de bicyclette (Ladri di biciclette)
- 1955 : Bodil du meilleur film européen pour Umberto D.
- 1956 : Prix de la critique au Festival de Cannes pour la réalisation du film Le Toit (Il tetto)
- 1956 : David di Donatello du meilleur acteur principal pour Pain, amour, ainsi soit-il (Pane, amore e...)
- 1957 : prix Jussi (prix de l'industrie cinématographique finlandaise) du meilleur réalisateur étranger pour Umberto D.
- 1962 : Blue Ribbon Award (prix de la critique japonaise) du meilleur film de langue étrangère pour La ciociara
- 1963 : Oscar du meilleur film étranger pour Hier, aujourd'hui et demain (Ieri, oggi, domani)
- 1971 : Oscar du meilleur film étranger pour Le Jardin des Finzi-Contini (Il giardino dei Finzi-Contini)
- 1971 : au Festival de Berlin
  - Ours d'or du meilleur film pour Le Jardin des Finzi-Contini (Il giardino dei Finzi-Contini)
  - Otto Dibelius Interfilm Award pour Le Jardin des Finzi-Contini (Il giardino dei Finzi-Contini)
- 1973 : David di Donatello européen pour la réalisation d''Una breve vacanza

## Voix françaises
| - Roger Tréville (*1902 - 2005) dans : - Pain, Amour et Fantaisie - Madame de... - Dommage que tu sois une canaille - Quelques pas dans la vie - Les Week-ends de Néron - L'Adieu aux armes - Le Général Della Rovere - Les Mille et Une Nuits - André Valmy (*1919 - 2015) dans : - Pain, Amour et Jalousie - Pain, amour, ainsi soit-il - Le Renard s'évade à trois heures - 12 + 1 | - Jean Michaud (*1921 - 2001) dans : - La Bande à César - Les Souliers de saint Pierre et aussi : - Jean Marchat (*1902 - 1966) dans Demain il sera trop tard - Claude Péran (*1913 - 1963) dans Anna de Brooklyn - Georges Hubert (*1906 - 1983) dans C'est arrivé à Naples - Georges Aminel (*1922 - 2007) dans Les Aventures amoureuses de Moll Flanders - Jean Martinelli (*1909 - 1983) dans Caroline chérie |